# Клышко, Николай Клементьевич
Николай Клементьевич Клышко (1880 — 9 октября 1937) — российский, советский дипломат.

## Биография
Член РСДРП(б) с 1904 года. В 1907—1917 годах находился в эмиграции в Великобритании. В 1917 году вернулся в Россию. Был заместителем заведующего Государственным издательством РСФСР.
- В 1920 году — секретарь Полномочного представительства РСФСР в Эстонии.
- В 1920—1921 годах — полномочный представитель РСФСР в Эстонии[1].
- С 1921 года — заместитель дипломатического представителя РСФСР в Великобритании.
- С 1923 года — начальник Экспортного отдела Народного комиссариата внешней торговли СССР.
- С июня 1924 по июль 1926 года — торговый представитель СССР в Китае.
- В 1926—1937 годах занимал должности торгового представителя СССР в ВСНХ, начальника Планового отдела Резинотреста, заведующего Производственным отделом «Союзснабосоавиахима».

2 сентября 1937 года арестован по обвинению в «участии в контрреволюционной террористической организации». Осуждён Военной коллегией Верховного суда СССР 9 октября 1937 года и в этот же день расстрелян. Реабилитирован ВКВС СССР 11 августа 1956 года.
Похоронен на Донском кладбище Москвы.